# غلطة العمر (فلم)
غلطة العمر هو فيلم سينمائي درامي مصري. أُنتج عام 1953. من إخراج: محمود ذو الفقار وتأليف: عبد العزيز سلام، وبطولة: هدى سلطان، ومحمود ذو الفقار، وزوزو نبيل، وزهرة العلا، وسميحة توفيق، ونبيل الألفي.

## قصة الفيلم
يواجه الدكتور سامي (محمود ذو الفقار) مضايقات من زوجته منيرة (زوزو نبيل) بسبب مريضته المطربة نادية (هدى سلطان)، والتي شعر بميل مشاعره تجاهها بعد زياراتها له في عيادته للعلاج، ما أدى إلى انشغاله بها عن زوجته، ومن هنا تبدأ منيرة في البحث خلف سبب هذا التغير، إلا أنها بعد فشلها في إعادته لمنزله، تعمّدت نشر الإشاعات التي تتناول علاقته بنادية، الأمر الذي أجبره إلى الاختفاء، حتى اعتقد معارفه بأنه توفي، ثم عاد متنكرًا في شخصية مختلفة، وتزوج من المطربة نادية.

## طاقم العمل
| الممثل          | الشخصية              |
| --------------- | -------------------- |
| هدى سلطان       | نادية                |
| محمود ذو الفقار | الدكتور سامي حسن     |
| زوزو نبيل       | منيرة                |
| زهرة العلا      | سامية سامى           |
| سميحة توفيق     | سناء                 |
| نبيل الألفي     | الدكتور عادل         |
| ثريا فخري       | والدة منيرة          |
| حمدي غيث        | محسن - مدير التياترو |
| فؤاد المهندس    | المريض بالوهم        |

## أغانى الفيلم
تأليف عبد العزيز سلام، وألحان أحمد صدقي وحسين جنيد.

## روابط خارجية
- مقالات تستعمل روابط فنية بلا صلة مع ويكي بيانات